# Chaetolopha pteridophila
Chaetolopha pteridophila là một loài bướm đêm trong họ Geometridae.